# Hans Ernst Kinck
Hans Ernst Kinck (Øksfjord, 11 de octubre de 1865-Oslo, 13 de octubre de 1926) fue un escritor y filólogo noruego.

## Biografía
Burgués intelectual y culto, se descubrió a sí mismo en el extranjero, como tantos otros nórdicos: en Italia y sobre todo en París, cuyo arte y atmósfera intelectual dijo que le revelaron "el derecho al lirismo". Se muestra crítico con el naturalismo y rechaza el racionalismo y el intelectualismo, inclinándose al romanticismo; como Knut Hamsun, a quien tanto se parece, admiraba las ideas del filósofo Hans Jaeger (1854-1910).
En 1893 se casó con la escritora Minda Ramm. Poco después de su matrimonio, la pareja viajó a París, donde se quedaron durante aproximadamente un año.
Su obra, en la que destaca un estilo muy cuidado, se compone de unos cuarenta volúmenes de novelas, ensayos, piezas teatrales y narrativa corta; su tema principal es la oposición entre el campesino de espíritu todavía medieval y el burgués desentendido de la masa, de cultura danesa y cosmopolita. La lucha de clases se convierte así en confrontación de culturas y de místicas populares, describiendo en suma la llegada de la modernidad. Sus ensayos son de tipo histórico, y sus novelas se suelen ambientar en Vestlandet. Anémona de paja, quizá su obra más característica, agrupa novelas breves tomadas de varios libros. Escribió un libro de viajes sobre España, Día de otoño en España, 1912. Estuvo nominado para el premio Nobel de literatura.

## Obras
- Ungt Folk ("Gente joven", 1893).
- Flaggermusvinger ("Alas de voliac", 1895).
- Herman Ek (1923).
- Anémona de paja.
- Día de otoño en España, 1912.